# Alpenus cincticorpus
Alpenus cincticorpus är en fjärilsart som beskrevs av George Francis Hampson 1920. Alpenus cincticorpus ingår i släktet Alpenus och familjen björnspinnare. Inga underarter finns listade i Catalogue of Life.